# Pyrrosia africana
Pyrrosia africana là một loài dương xỉ trong họ Polypodiaceae. Loài này được Ballard mô tả khoa học đầu tiên.